# Thunder Bay—Supérieur-Nord (circonscription provinciale)
Circonscription électorale provinciale du Canada
Thunder Bay—Supérieur-Nord ((en) Thunder Bay—Superior North)est une circonscription provinciale de l'Ontario représentée à l'Assemblée législative de l'Ontario depuis 1999.

## Géographie
La circonscription se situe dans l'ouest de l'Ontario, sur les rives du lac Supérieur. Les entités municipales formant la circonscription sont Thunder Bay, Greenstone, Marathon et Shuniah
Les circonscriptions limitrophes sont Algoma—Manitoulin, Kenora—Rainy River, Thunder Bay—Atikokan et Timmins.

## Historique
| Législature                                                     | Années        | Député | Député           | Parti         |
| --------------------------------------------------------------- | ------------- | ------ | ---------------- | ------------- |
| Thunder Bay—Supérieur-Nord issue de Port Arthur et Lake Nipigon |               |        |                  |               |
| 37e                                                             | 1999-2003     |        | Michael Gravelle | Libéral       |
| 38e                                                             | 2003-2007     |        | Michael Gravelle | Libéral       |
| 39e                                                             | 2007-2011     |        | Michael Gravelle | Libéral       |
| 40e                                                             | 2011-2014     |        | Michael Gravelle | Libéral       |
| 41e                                                             | 2014-2018     |        | Michael Gravelle | Libéral       |
| 42e                                                             | 2018-2022     |        | Michael Gravelle | Libéral       |
| 43e                                                             | 2022-2025     |        | Lise Vaugeois    | Néo-démocrate |
| 44e                                                             | 2025-en cours |        | Lise Vaugeois    | Néo-démocrate |

## Circonscription fédérale
Depuis les élections provinciales ontariennes du 4 octobre 2007, l'ensemble des circonscriptions provinciales et des circonscriptions fédérales sont identiques.